# Melanospora phaseoli
Melanospora phaseoli är en svampart som beskrevs av Roll-Hansen 1948. Melanospora phaseoli ingår i släktet Melanospora och familjen Ceratostomataceae.   Inga underarter finns listade i Catalogue of Life.